# Мизеро
Мизеро (Мидозеро, Мидезеро) — пресное озеро в центральной части Виноградовского района Архангельской области России.

## География
Мизеро образовалось в котловине, после ухода ледника. В Мизеро впадает река Ботальница (вытекающая из озера Карасье), вытекает — река Шатанца, соединяющая озеро с Нондрусом (притоком Ваеньги). Окружающая озеро местность сильно заболочена. Озеро округлой формы, слегка похоже на сердечко, максимальная длина — ок. 2 км, ширина — до 1,4 км, площадь зеркала — 1,9 км². Расположено в 12 км к северу от Конецгорья, на высоте 22,7 м над уровнем моря. Водосборная площадь — 25,2 км².
В озере обитают раки и разные виды рыб, такие как: щука, лещ, окунь, нельма, плотва (сорога), налим, язь и др.
С 2006 года территория озера включена в состав Осиновского сельского поселения.

## Топографическая карта
- Лист карты P-38-39,40 Рочегда. Масштаб: 1 : 100 000.